# Cepitá
Cepitá est une municipalité située dans le département de Santander en Colombie.

## Personnalités liées à la municipalité
- Pedro Fermín de Vargas (1762-?) : économiste né à Cepitá.